# Miejsce Piastowe
Miejsce Piastowe est une localité polonaise, siège de la gmina de Miejsce Piastowe, située dans le powiat de Krosno en voïvodie des Basses-Carpates. D'un peu moins de 2 000 habitants, elle se trouve à environ 7 km au sud-est de Krosno et à 48 km au sud de la capitale régionale Rzeszów.